# The Field (музыкант)
А́ксель Ви́льнер (Axel Willner) — шведский диджей и музыкальный продюсер, работающий в жанре электронной музыки. Наибольшую известность принесли ему высоко оценённые критиками альбомы под псевдонимом The Field, на которых с помощью семплов из традиционных поп-песен создавался своеобразный вид атмосферного минимал-техно.

## Биография
Аксель Вильнер родился на юге Швеции и вырос в Стокгольме, а также недолго жил в Лиссабоне. В подростковом возрасте он учился в музыкальной академии, однако увлечение такими коллективами, как The Misfits и Dead Kennedys, сподвигло его стать участником панк-групп в качестве гитариста.
Очарованный бурным ростом электронной музыкальной сцены в середине 1990-х годов, Вильнер со своим другом Олой Чеиером образовали дуэт Speedwax и начали выступать на стокгольмских площадках, исполняя дроун и IDM, ориентированный на релизы лейбла Warp. С начала 2000-х годов он создавал музыку в жанре эмбиент, построенную на гитарном звучании, и выпускал её под различными псевдонимами (Ларс Блек, Джеймс Ларссон, Porte, Cordouan) на собственном лейбле Garmonbozia, а также проводил совместные концерты с другими шведскими музыкантами, среди которых Андреас Тиллиандер, Action Biker (псевдоним Сары Нюберг Пергамент) и его давний приятель Йохан Шён.
В 2003 году Вильнер начал записывать музыку под псевдонимом The Field, в которой объединил давнее увлечение такими поп-исполнителями, как Лайонел Ричи, Кейт Буш и The Four Tops, с множеством более поздних влияний — от шугейзинг-групп типа Slowdive и My Bloody Valentine до эмбиента 1990-х годов, например Seefeel и проекты Вольфганга Фогта (главный образом его альбомы под именем Gas). В следующем году он отправил демозапись на адрес немецкого рекорд-лейбла Kompakt и впоследствии заключил контракт с ним. Вскоре после этого, в начале 2005 года The Field дебютировал, выпустив ремикс на песню норвежской певицы Анни «Heartbeat» и 12-дюймовый сингл «Things Keep Falling Down». С выходом сингла «Sun & Ice» в 2006 году, а также ремиксов для Джеймса Фигурина и 120 Days усилилось ожидание дебютной работы диджея, а первая композиция из сингла, «Over the Ice», вошла в сотню треков года по версии Pitchfork.
Его дебютный студийный альбом From Here We Go Sublime был выпущен на лейбле Kompakt 26 марта 2007 года и получил исключительно положительные отзывы музыкальных критиков, став одним из самых высоко оценённых релизов года (вместе с Untrue британского дабстеп-продюсера Бериала) по количеству баллов, набранных на Metacritic. Он также занял 29-е место в списке лучших альбомов десятилетия, опубликованном на сайте Resident Advisor. В течение того же года Вильнером были сделаны ремиксы для Тома Йорка, Battles и Ги Боратто.
В поддержку альбома он провёл масштабные гастроли, включавшие выступления на фестивалях «Сонар», Pitchfork Music Festival, Field Day и All Tomorrow’s Parties, а также совместные концерты с группой «!!!». Однако вскоре Вильнер устал проводить шоу в одиночку и собрал группу приглашённых музыкантов, в которую в разное время входили мультиинструменталист Андреас Сёдерстрём, бас-гитарист и клавишник Дан Энквист и барабанщик Еспер Скарин. Хотя совместный подход к живому исполнению песен в какой-то мере и напомнил время, когда Вильнер играл в рок-группах, он также способствовал более органичной эволюции постоянно расширяющейся звуковой палитры музыки The Field. Диджей отказался от использования ноутбука во время концертов в пользу микширования с помощью синтезаторов, семплеров и драм-машин, тем не менее во время студийных записей он продолжал работать с бесплатным трекером Jeskola Buzz, который использовал со времени своего первого опыта звукозаписи.
Вместо того чтобы строго придерживаться техно в размере 4/4, звучавшего на его дебютной работе, Вильнер записал следующую пластинку под влиянием разнообразной музыки: Мануэля Гёттшинга и краутрока 1970-х, диско Джорджио Мородера, звуковых дорожек к фильмам Джона Карпентера и композиторов-минималистов Стива Райха и Филипа Гласса. Во время студийных сессий, проведённых на отдалённом острове за пределами Стокгольма, Вильнер снова выразил заинтересованность в сотрудничестве и пригласил к работе многих музыкантов, в частности Джона Станира, ударника Battles, который участвовал в записи заглавного трека. Yesterday and Today, второй альбом The Field, вышел 18 мая 2009 года на лейбле Kompakt и был вновь встречен хвалебными рецензиями. За релизом последовали многочисленные появления на фестивалях и американское турне с группой The Juan MacLean, а также увидел свет ремиксовый мини-альбом, содержащий интерпретации музыки The Field от Gold Panda, Walls и Rainbow Arabia. «The More That I Do» стал единственным синглом с альбома и помимо заглавного трека включал в себя ремиксы, сделанные Томасом Фелманном (из The Orb) и группой Foals.
После выпуска Yesterday and Today Аксель Вильнер переехал в Берлин и создавал ремиксы для Maserati, Bear in Heaven, Errors и Harmonia. Позднее он стал участник музыкального проекта из Германии Cologne Tape, в который помимо прочих входили Джон Станир, Йенс-Уве Бейер (Popnoname) и Микаэла Диппел (Ada); дебютный альбом коллектива Render вышел на лейбле Magazine 14 июня 2010 года.
Третий полноформатный альбом музыканта Looping State of Mind, выпущенный лейблом Kompakt 24 октября 2011 года, в очередной раз был высоко оценён в музыкальной прессе.

## Дискография

### Студийные альбомы
- From Here We Go Sublime (2007)
- Yesterday and Today (2009)
- Looping State of Mind (2011)
- The Follower (2016)
- Infinite Moment (2018)

### Мини-альбомы
- Sound of Light (Heartbeats International, 2007)
- Yesterday and Today Remixe (2009)
- Looping State of Mind Remixe (2012)

### Синглы
- «Annie» (2005)
- «Things Keep Falling Down» (2005)
- «Sun & Ice» (2006)
- «The More That I Do» (2009)

### Ремиксы
- Annie — «Heartbeat» (2005; released as «Annie» single)
- Marit Bergman — «No Party» (2006)
- Familjen — «Hög Luft» (2006)
- James Figurine — «55566688833» (2006)
- The Fine Arts Showcase — «Chemical Girl» (2006)
- 120 Days — «Come Out (Come Down, Fade Out, Be Gone)» (2006)
- Battles — «Tonto» (2007)
- Gui Boratto — «Hera» (2007)
- The Honeydrips — «Fall from a Height» (2007)
- Maps — «You Don’t Know Her Name» (2007)
- Andreas Tilliander — «Stay Down» (2007)
- DeVotchKa — «The Clockwise Witness» (2008)
- Popnoname — «Touch» (2008)
- Sasha — «Mongoose» (2008)
- Thom Yorke — «Cymbal Rush» (2008)
- Bear in Heaven — «Ultimate Satisfaction» (2010)
- Delorean — «Real Love» (2010)
- Errors — «Bridge or Cloud?» (2010)
- Harmonia & Eno '76 — «Luneburg Heath» (2010)
- Maserati — «Pyramid of the Moon» (2010)
- Tocotronic — «Schall und Wahn» (2010)
- Walls — «Hang Four» (2010)
- Wildbirds & Peacedrums — «The Well» (2010)
- Junior Boys — «Banana Ripple» (2011)
- Masquer — «Happiness» (2011)
- Miracle — «The Visitor» (2011)
- Battles — «Sweetie & Shag» (2012)
- S.C.U.M. — «Amber Hands» (2012)